# 瑪利二世皇后眺望台

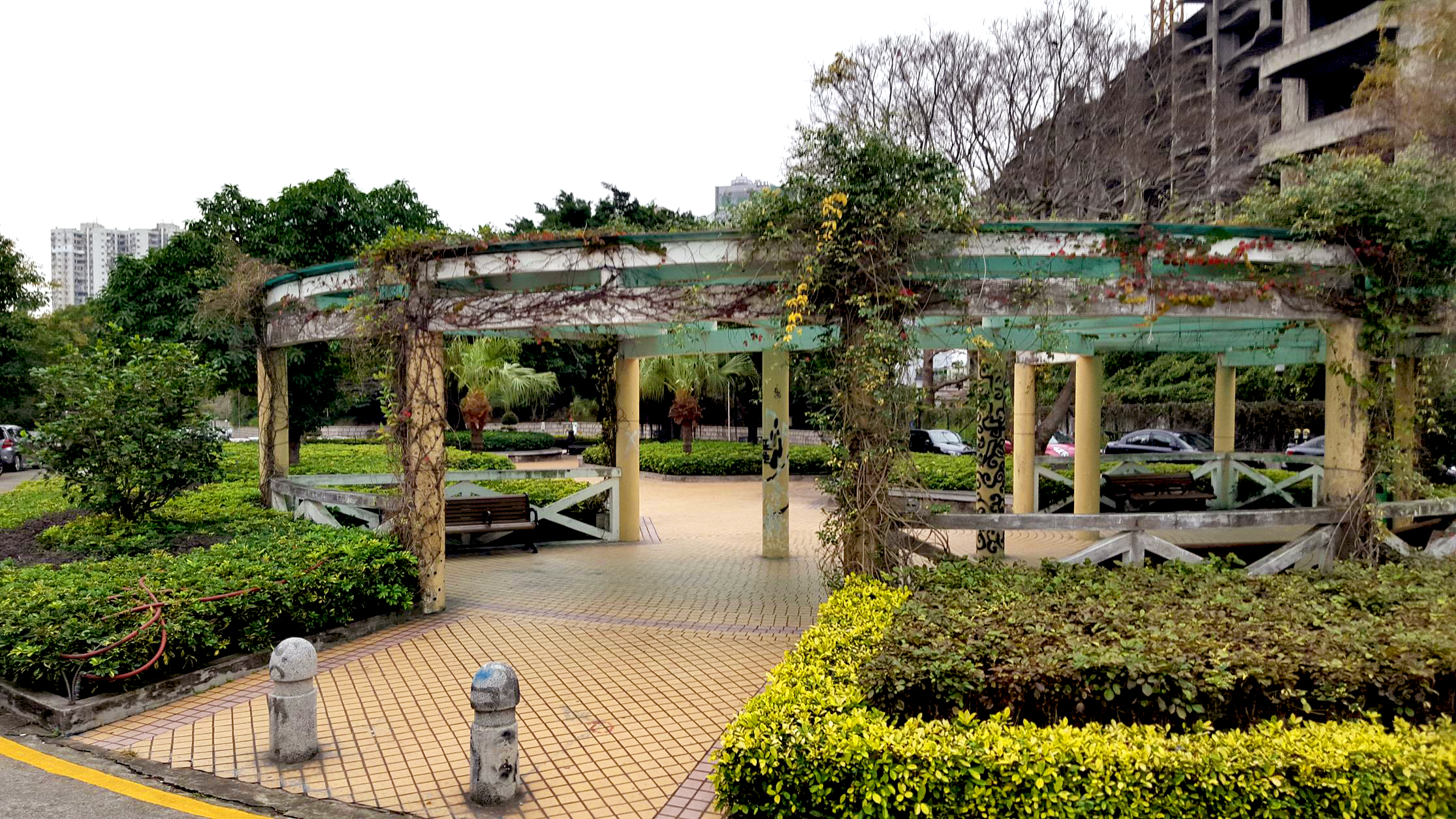
瑪利二世皇后眺望台

瑪利二世皇后眺望台（葡萄牙語：Miradouro de D. Maria II），亦稱為海角遊雲，位於澳門半島東北角馬交石山東端，三面皆為峭壁，下方是水塘及天后古廟，是一處觀賞風景的絕佳地點。附近只有馬交石砲台馬路連接，行人無法以此馬路取道至眺望台，但有小徑連接水塘步行徑，因雖地處偏僻，經常吸引情侶談心。

## 名稱由來
海角遊雲原作“海角遊魂”。據說荷蘭人於1622年曾在附近劏狗環海灘登陸，結果被葡兵擊敗，不少荷蘭士兵喪命於此，靈魂在此處遊蕩，故稱“海角遊魂”。後來由於名稱太恐怖，改“魂”為“雲”。
“瑪利二世皇后”是指葡萄牙女皇瑪莉亞二世（D. Maria II）。當時的華人尚未有「女皇」的概念，因此將女性的君主譯作「皇后」。類似的還有香港有不少以維多利亞女皇命名的地名。

## 澳門開埠四百周年紀念碑遺址
瑪莉亞二世在1845年11月20日宣佈澳門為自由港，及於1846年派遣亞馬留到達澳門就任總督，推行殖民政策。自此葡萄牙得以實際管治澳門。
1955年，澳葡政府曾在該處豎立紀念碑，紀念澳門開埠四百周年，並於同年7月5日宣佈澳門為葡萄牙的海外省。同年10月，在時任中國總理周恩來警吿下，葡人連夜將紀念碑拆毀，現只留下遺跡。

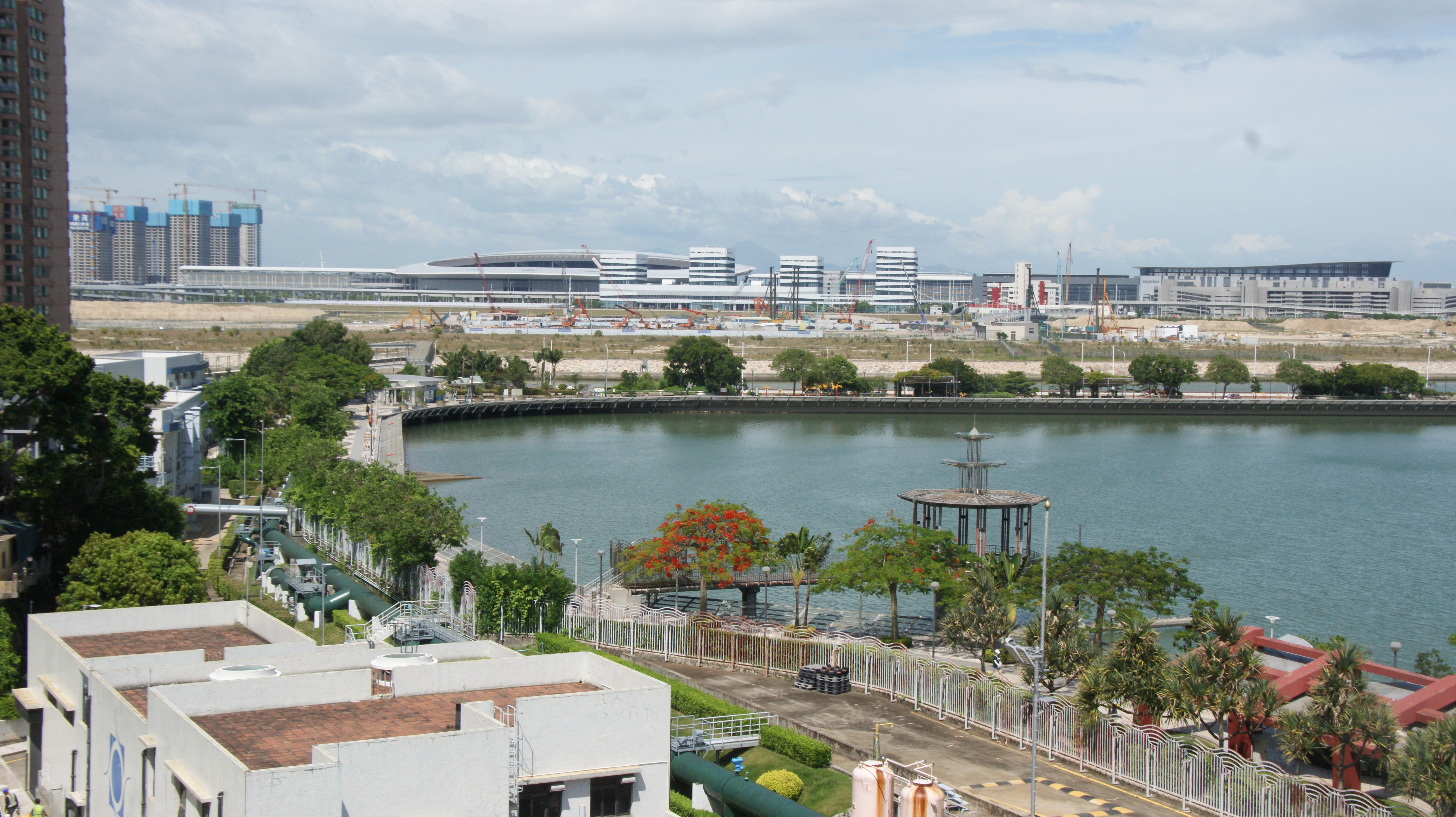
眺望台景觀與新城A區

## 鄰近
- 馬交石山
- 馬交石炮台
- 新口岸水塘
- 東望洋跑道